# Pehr Pehrsson i Barkö

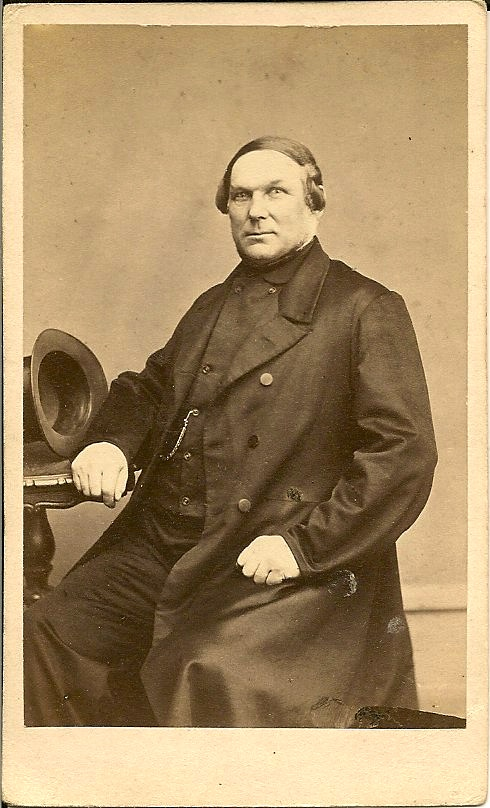
Pehr Pehrsson i Barkö

Pehr Pehrsson (i riksdagen kallad Pehrsson i Barkö), född 6 februari 1818 i Börstils socken, död där 6 april 1898, var en svensk lantbrukare och politiker.
Pehr Pehrsson företrädde bondeståndet i Frösåkers och Närdinghundra härader samt Väddö och Häverö skeppslag vid ståndsriksdagen 1865–1866, samt var riksdagsledamot i andra kammaren för Frösåkers, Närdinghundra, Väddö och Häverö domsagas valkrets (senare omdöpt till Norra Roslags domsagas valkrets) 1867–1878.